# الكسندر ماكدويل
الكسندر ماكدويل هو سياسي أمريكي، ولد في 4 مارس 1845 في فرانكلين في الولايات المتحدة، وتوفي في 30 سبتمبر 1913. نشط حزبياً في الحزب الجمهوري. وقد انتخب عضو مجلس النواب الأمريكي ‏.